# Баја Маре
Баја Маре (рум. Baia Mare „Велики рудник“, мађ. Nagybánya) град је у северозападној Румунији и главни град округа Марамуреш.
Баја Маре има површину од 235,73 км² и 139.870 становника (попис 2007. године). 

## Географија
Баја Маре је један од најдаље положених градова Румуније од главног града Букурешта — око 570 km удаљености. Заједно са оближњим Сату Мареом представља средиште области Марамуреш.
Град се развио на месту где река Самош прави нагли заокрет у оквиру побрђа Карпата. Северно од града пружају се високе планине из ланца Карпата, а јужно воћњаци, виногради и шуме. Надморска висина Баја Мареа је око 230 м.

## Становништво
У односу на попис из 2002., број становника на попису из 2011. се смањио.
| 1966.  | 1977.   | 1992.   | 2002.   | 2011.   |
| ------ | ------- | ------- | ------- | ------- |
| 62.658 | 100.985 | 149.205 | 137.976 | 123.738 |

Сату Маре је током целог историјског развоја био вишенационално насеље, што је очувао до данас (са нагласком на румунску већину). По последњем попису из 2002. године национална структура је била:
- Румуни: 79,81%
- Мађари: 14,84%
- Роми: 0,51%
- Немци: 0,36%
- Украјинци: 0,25%

## Партнерски градови
- Ходмезевашархељ
- Холивуд
- Китве
- Њиређхаза
- Серино
- Солнок
- Велс
- Залау
- Ивано-Франкивск
- Бјелско-Бјала

## Галерија
- Стари део града
- Торањ Штефан
- Римокатоличка црква у Баја Мареу
- Градска синагога